# Вандини, Паоло
Паоло Вандини (итал. Paolo Vandini; род. 1958) — итальянский пловец в ластах.

## Карьера
Подводным плаванием начал заниматься в 1972 году. С 1979 года тренировался в Неапольском спортивной подготовки карабинеров.
Трёхкратный победитель Всемирных игр.
Многократный призёр чемпионатов мира. Многократный призёр чемпионатов Европы.
На первом чемпионате Европы по плаванию в ластах на длинные дистанции стал двукратным чемпионом.